# 아델 에넬
아델 에넬(프랑스어: Adèle Haenel, 1989년 2월 11일 ~ )은 프랑스의 배우이다. 13세 때 《악마들》로 데뷔하였고, 《라폴로니드: 관용의 집》, 《수잔》, 《싸우는 사람들》, 다르덴 형제의 《언노운 걸》, 셀린 시아마 감독의 《타오르는 여인의 초상》에 출연하였다. 세자르상 6회 후보지명자로, 그 중 여우주연상과 여우조연상을 1회씩 수상하였다. 파리 출신의 오스트리아계 프랑스인이다.

## 생애와 경력
아델 에넬은 파리 인근 몽트뢰유에서 나고 자랐다. 어머니는 교사이고 아버지는 오스트리아인 번역가였다. 몽테뉴 중등학교(Lycée Montaigne)에서 경제사회학 전공을 선택했고, 학사까지 취득하였다.
몽트뢰유가 영화인들이 많이 거주했던 도시였기에 에넬도 그 영향을 받아 배우로 성장했다. 데뷔작은 13세 때 찍은 크리스토프 뤼지아 감독의 《악마들》로, 부모에게 버림을 받은 어린 10대 남매가 세상과의 소통을 거부하고, 오로지 서로에게만 의지한 채 거처를 찾는 이야기다. 에넬은 자폐증이 있는 아이 '클로에'를 연기했다. 에넬의 연기는 좋은 평가를 받았고 《악마들》에는 '유년판 베티 블루'라는 별명도 붙었다. 차기작인 셀린 시아마 감독의 《워터 릴리스》와 베르트랑 보넬로 감독의 《라폴로니드: 관용의 집》으로 세자르상 여자신인상 후보에 올랐으며, 이후 《수잔》으로 여우조연상을, 《싸우는 사람들》로 여우주연상을 수상했다.
2016년 개봉한 다르덴 형제의 《언노운 걸》에서 에넬은 주인공인 의사 '제니' 역을 맡았다. 극중에서 제니는 유능한 의사지만 한 소녀의 진료 요청을 무시했다가 다음날 소녀가 죽었다는 소식을 듣고, 죄책감에 휩싸여 소녀의 죽음에 관한 단서들을 파헤친다. 에넬은 촬영 한 달 전부터 의사의 행동과 의료지식을 익혔다. 극중 제니가 죄책감을 느낀 이유를 에넬은 그녀가 가진 최소한의 '휴머니티'로 꼽았다. 다르덴 형제는 에넬을 캐스팅한 이유에 대해 "한 모임에서 그녀를 만났을 때 그녀의 웃음이 정말 마음에 들었다"라고 말했다. 본래 나이 많은 의사였던 제니 역도 에넬에 맞추어 젊은 의사로 수정했다.
2018년에는 로뱅 캉피요 감독의 퀴어 영화 《120BPM》에서 에넬은 에이즈 확산에 무책임한 정부와 기업에 반기를 든 레즈비언 사회운동가 소피 역으로 출연했다. 2019년작 《원 네이션》에서는 18세기 파리 혁명을 이끄는 '프랑수아즈' 역으로 출연했다. 같은 해 공개된 《타오르는 여인의 초상》은 셀린 시아마 감독과의 두 번째 작품으로, 극중 초상화의 모델이 되는 여자 엘로이즈 역으로 나왔다. 《타오르는 여인의 초상》은 칸 영화제에서 각본상과 퀴어종려상을 수상했다.

## 사생활
에넬은 오스트리아인 아버지의 영향으로 독일어를 구사할 수 있다. 패스트라이프와의 인터뷰에서 에넬은 좋아하는 철학자로 롤랑 바르트를, 연기 멘토로 짐 캐리를 꼽았다.

### 연애사
에넬은 《워터 릴리스》의 감독이었던 셀린 시아마와 오랫동안 연인 사이로 있었다. 2018년 이후로는 일렉트로닉 펑크 밴드 ‘섹시 스시’의 멤버 줄리아 라노에와 교제했다.

### 성추행 고소와 성범죄에 대한 항의
에넬은 2002년 10대 시절 크리스토프 뤼지아 감독의 영화 《악마들》로 데뷔했는데, 2019년이 되어 이 당시 뤼지아 감독의 집과 국제 영화제 등의 자리에서 지속적으로 성추행을 당했다고 폭로했다. 처음에는 고소하지는 않을 생각이었으나 '공인으로서 사법절차에 적극적으로 참여하는 것이 책임 있는 행동이라고 생각'하여 낭테르 경찰서 성범죄수사부에서 뤼지아를 고소하였다. 뤼지아는 처음에는 부인하다가 "애정을 표현한 것이 그렇게 힘든 일이었을 줄은 몰랐다, 용서를 빈다"라고 사과했다.
2020년 제45회 세자르상 시상식에서 아동 성범죄자로 미국에서 유죄 판결을 받은 로만 폴란스키 감독이 감독상을 수상하자, 아델 에넬은 "부끄러운 줄 알라(La honte!)"면서 셀린 시아마, 노에미 메를랑과 함께 시상식장을 퇴장했다. 후일 인터뷰에서 에넬은 "뒷자리 남성이 '폴란스키 만세'라고 외치지만 않았어도 자리를 뜨진 않았을 것이다"라고 말했다. 시상식 후 SNS에서는 에넬의 행동을 지지하는 #merciadelehaenel (메르시 아델 에넬) 해시태그가 올라왔다.

## 출연 작품

### 영화
| 연도 | 제목                      | 원제                                        | 배역           | 비고 |
| ---- | ------------------------- | ------------------------------------------- | -------------- | ---- |
| 2002 | 악마들                    | Les Diables                                 | 클로에         |      |
| 2007 | 워터 릴리스               | Naissance des pieuvres                      | 플로리안       |      |
| 2011 | 히트 웨이브               | Après le sud                                | 아멜리         |      |
| 2011 | 꽃다운 아이리스           | En ville                                    | 이자벨         |      |
| 2011 | 라폴로니드: 관용의 집     | L'Apollonide : Souvenirs de la maison close | 레아           |      |
| 2012 | 세기아의 고백             | Confession d'un enfant du siècle            |                |      |
| 2012 | 쓰리 월드                 | Trois mondes                                | 마리옹         |      |
| 2013 | 알리아                    | Alyah                                       | 잔             |      |
| 2013 | 수잔                      | Suzanne                                     | 마리아         |      |
| 2014 | 인 더 네임 오브 마이 도터 | L'Homme qu'on aimait trop                   | 아녜스 르루    |      |
| 2014 | 싸우는 사람들             | Les Combattants                             | 마들렌 볼리외  |      |
| 2015 | 금지된 방                 | La Chambre Interdite                        |                |      |
| 2016 | 오거스                    | Les Ogres                                   | 모나           |      |
| 2016 | 언노운 걸                 | La Fille inconnue                           | 제니           |      |
| 2016 | 녹투라마                  | Nocturama                                   | 자전거 탄 여자 |      |
| 2017 | 그 누구도 아닌            | Orpheline                                   | 르네           |      |
| 2017 | 120BPM                    | 120 battements par minute                   | 소피           |      |
| 2017 | 더 블룸 오브 예스터데이   | Die Blumen von gestern                      | 자지           |      |
| 2018 | 트러블 위드 유            | En liberté !                                | 이본           |      |
| 2018 | 원 네이션                 | Un peuple et son roi                        | 프랑수아즈     |      |
| 2019 | 디어스킨                  | Le Daim                                     | 드니즈         |      |
| 2019 | 타오르는 여인의 초상      | Portrait de la jeune fille en feu           | 엘로이즈       |      |
| 2019 | 영웅은 죽지 않는다        | Les héros ne meurent jamais                 | 알리스         |      |

## 수상

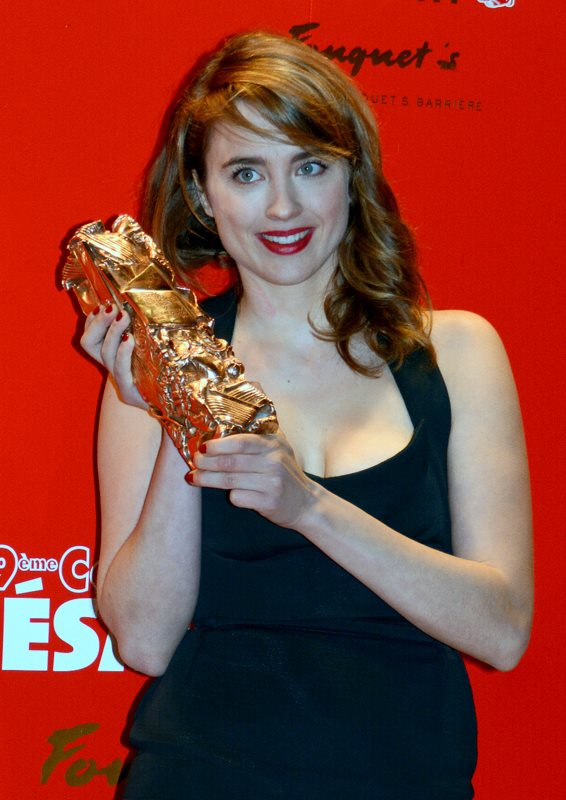
2014년 세자르상을 수상한 에넬.

| 연도 | 상                 | 부문       | 작품                          | 결과 |
| ---- | ------------------ | ---------- | ----------------------------- | ---- |
| 2008 | 세자르상           | 여우신인상 | 《워터 릴리스》               | 후보 |
| 2012 | 뤼미에르상         | 여우신인상 | 《라폴로니드: 관용의 집》     | 수상 |
| 2012 | 세자르상           | 여우신인상 | 《라폴로니드: 관용의 집》     | 후보 |
| 2014 | 세자르상           | 여우조연상 | 《수잔》                      | 수상 |
| 2015 | 세자르상           | 여우주연상 | 《싸우는 사람들》             | 수상 |
| 2015 | 카이로 국제 영화제 | 여우주연상 | 《싸우는 사람들》             | 수상 |
| 2015 | 뤼미에르상         | 여우주연상 | 《싸우는 사람들》             | 후보 |
| 2015 | 뤼미에르상         | 여우주연상 | 《인 더 네임 오브 마이 도터》 | 후보 |
| 2018 | 세자르상           | 여우조연상 | 《120BPM》                    | 후보 |
| 2019 | 세자르상           | 여우주연상 | 《트러블 위드 유》            | 후보 |